# Idioma wolayta
El idioma welayta (también llamado Wolaita, Wolaita, Wolayitigna o Wolaitatuwa) es una lengua omótica hablada en la zona wolaita y en otras regiones del sur de Etiopía. Se estima su número de hablantes en unos dos millones. Posee un dialecto llamado Zala y cierta similitud con las lenguas que a continuación se señalan: 
- Idioma gamo 79 % to 93 %
- Idioma gofa 84 %
- Idioma kullo 80 %
- Idioma korze 80 %
- Idioma koorete 48 %
- Idioma maale 43 %